# Daniel Wakefield Smith
Daniel Wakefield Smith (New Haven, 1973) es un periodista fotográfico, escritor, investigador, compositor, director de escena y actor estadounidense.

## Periodismo y fotoperiodismo
Daniel Smith es un periodista, investigador y fotógrafo estadounidense que vive en Irak. Su trayectoria profesional es desarrollada en Afganistán, Haití y Turquía. Smith es un fotoperiodista que trabaja en solitario; no se vincula con los militares cuando se trata de coberturas bélicas, ni busca conocer a los residentes locales en los sitios de conflictos o de extrema pobreza donde trabaja para fotografiarlos y aprender de sus historias. Las historias que escribe y las fotos de sus viajes han sido publicadas en el New Haven Advocate, así como en otros periódicos alternativos y publicaciones.
Durante un viaje de 2004 a Irak, Smith fue detenido en Kufa por miembros del Ejército Mehdi para que conociera a Muqtada al-Sadr; posteriormente fue puesto en libertad. Smith también recibió una herida menor de una ametralladora durante una visita a Bagdad en 2006.
A menudo, Smith suele trabajar para organizaciones sociales, y frecuentemente reúne donaciones para las personas necesitadas y organizaciones benéficas en los países que visita y suministros médicos para los hospitales locales, convirtiéndose así en una figura reconocida en su país.  
En 2007, Smith se mudó a Bagdad para trabajar como freelance en impresión y fotografía. En 2008 fue corresponsal y fotógrafo para "iraqslogger.com", un sitio web en Iraq donde escribía una columna para explicar cómo se realizaba la cobertura de Estados Unidos sobre los conflictos en Irak. 
Actualmente trabaja como político y consultor de investigación en derechos humanos para algunas ONG y también como periodista freelance. [cita requerida]

## Música
Smith es compositor y toca el piano, órgano y el clavecín. Estudió composición con David Gleba en Brandford, Connecticut. Smith ha compuesto la música original de diversas producciones teatrales, incluyendo música incidental para las producciones de "Hamlet, "Romeo y Julieta, Ricardo III, Las alegres comadres de Windsor, Molière; Les femmes savantes, and Fyodor Dostoevski's, "Notes From Underground.
Smith ha escrito obras para orquesta, para acompañar las palabras de diversos autores como H. P. Lovecraft, Ernest Hemingway, Ray Bradbury, Wyllis Cooper, Charles Dickens, Edgar Allan Poe y Dr. Seuss. Para presentaciones ha hecho trabajos de Bach, Handel, Mendelssohn, Bloch, Schumann, Verdi, Chaikovski, Músorgski, y Mozart.
En 2003, Smith y el violinista Netta Handari fundaron The Live Music Project, una orquesta sin conductor, con el enfoque en los trabajos clásicos y modernos, presentado en vivo y en una atmósfera casual. Smith es el director artístico de la orquesta. The Live Music Project se ha presentado en el Quick Center en Fairfield desde 2004. Las actuaciones a menudo incorporan lecturas dramáticas que están temáticamente conectadas a la música que se lleva a cabo. Además, algunos temas de concierto han incluido compositores rusos, "The Devil and the Violin", "Music for Shakespeare", "Dark Music and Scary Stories", "Jewish Themes" y programas de enfoque a la vida del músico Mozart y la familia Bach. La mayoría de los conciertos de Live Music Project incluyen composiciones originales de Smith. En un concierto el actor Keir Dullea estrella de 2001: A Space Odyssey, leyó cuentos estadounidenses destacadas con música original de Smith También mucha de la música de Smith está basada en el estilo de los compositores del siglo 18. También, en algunas ocasiones ha incorporado el theremin dentro de sus presentaciones.

## Radioteatro
Smith, en la década de los 90, se interesó en el radioteatro, cuando empezó a escuchar en radio-AM el programa de When radio was. Cuando su interés creció, Smith comenzó a organizar y realizar en recreaciones directas en radio de dramas clásicos como eventos teatrales en vivo. Los dramas se realizaron por primera vez por la Compañía de Teatro de New Haven; después, durante unos dos años y medio, se transmitieron los dramas en WYBC, Yale University en la estación de radio AM. A inicios de 2000, los radioteatros de Smith, encontraron un hogar en el Regina A. Quick Center for the Arts, en la Universidad de Fairfield. Smith ha llevado una compañía de repertorio de actores de Connecticut en representaciones teatrales de radio en el Quick Time Center, por más de 10 temporadas. Él actúa y realiza efectos de sonido en vivo para las producciones, así como, la escritura de partituras musicales originales, interpretado bien el órgano, piano y pequeño conjunto de cuerdas.

## Otros trabajos
Smith también ha trabajado como voluntario técnico de emergencias médicas, como un consultor de ensayo, y fue técnico de piano durante diez años.